# Концерт для валторны с оркестром № 1 (Штраус)
Концерт для валторны с оркестром № 1 Ми-бемоль мажор, соч. 11 — одно из первых серьёзных сочинений Рихарда Штрауса. Он написал его в 1882—1883 годах в возрасте 18 лет. Сегодня этот концерт, наряду с концертами Моцарта, — один из самых популярных в валторновом репертуаре.

## История создания
Клавир концерта Штраус посвятил годовщине свадьбы своих родителей: известного валторниста и композитора Франца Штрауса и Жозефины Пшорр. Однако в оркестровой партитуре рукой Штрауса написано посвящение другому валторнисту Оскару Францу. В концерте заметно большое влияние немецкой классической и романтической традиций, в частности музыки Роберта Шумана, в особенности в медленной второй части. Любопытно, что Франц Штраус, впервые увидев ноты концерта, нашел его слишком технически сложным для исполнения. Вероятно, такое мнение было связано с несовершенством инструментов того времени. Для современных исполнителей этот концерт не представляет серьёзных затруднений. Второй концерт Штрауса, написанный через 60 лет, намного сложнее.

## Состав оркестра
- 2 Флейты
- 2 Гобоя
- 2 Кларнета
- 2 Фагота

- 2 Валторны
- 2 Трубы

- Литавры

- 1-е Скрипки
- 2-е Скрипки
- Альты
- Виолончели
- Контрабасы

## Структура
Концерт состоит из трёх частей. Все части следуют друг за другом без перерыва (attaca). Общая продолжительность концерта около 16 минут.

### I часть
- Allegro

Концерт открывается бравурным сигналом валторны, имитирующей звуки охотничьего рога. Затем, после короткого оркестрового вступления, следует лирическая тема солирующей валторны. Оркестр в этом разделе выполняет в основном акомпаннирующую функцию. Постепенно развиваясь, тема доходит до своей кульминации, потом, постепенно успокаиваясь, плавно перетекает в следующую часть.

### II часть
- Andante

Вторая часть представляет собой лирическую минорную балладу для валторны со скромным оркестровым сопровождением. Сольная партия несколько раз образует дуэты с кларнетом и фаготом, органично вплетающимися в основную мелодическую линию. В середине части валторна в сопровождении насыщенного аккомпанемента деревянных духовых играет героический мотив, но затем быстро успокаивается, переходя в финал.

### III часть
- Allegro

Финал — быстрое рондо, начинающееся с энергичной и бравурной главной темы солирующей валторны. Потом она уступает место более спокойной, но все же достаточно подвижной музыке. Кода концерта представляет собой классическое скерцо, напоминающее заключительные части валторновых концертов В. А. Моцарта.

## Исполнители
Первый концерт Штрауса был в репертуаре практически всех ведущих валторнистов XX века. Записи концерта были осуществлены, в частности, Деннисом Брейном с оркестром «Филармония» под управлением Герберта фон Караяна, Виталием Буяновским с ЗКР АСО Ленинградской филармонии под управлением Евгения Мравинского и Германом Бауманом с Лейпцигским Гевандхауз-оркестром под управлением Курта Мазура. Среди других известных исполнителей Петер Дамм, Дейл Клевенджер, Айфор Джеймс, Барри Такуэлл, Зденек Тылшар, Фрэнк Ллойд, Радован Влаткович, Виктор Галкин, Борис Афанасьев, Радек Баборак и Мари-Луиза Нойнекер. Также существует запись известного американского тубиста Арнолда Джейкобса, исполняющего этот концерт в переложении для тубы.